# ハナガイ
ハナガイ（花貝）、学名 Placamen foliaceum は、マルスダレガイ科に分類される小型の海産の二枚貝の一種。東北地方の日本海沿岸および房総半島以南のインド太平洋沿岸に生息する。表面に同心円状のひだを飾り美しい貝殻をもつ。
種小名の foliaceum は、ラテン語の「foliāceus（葉の-、葉状の-）」で、板状にせり立つ輪肋から。属名の Placamen はラテン語の「plācāmen (宥める方法、和解のための方法) 」で、その由来は説明されていないが、おそらくは属のタイプ種に指定した Placamen placidum の種小名 「placida（平穏な、穏やかな）」からの発想。

## 分布
インド太平洋の広い範囲に分布する。
- 日本（男鹿半島[6]／房総半島[7]）以南、オーストラリアまでの西太平洋、紅海、マダガスカルおよび南アフリカ（ナタール）までのインド洋[8]。
- タイプ産地：紅海とマダガスカル[9]。

## 形態
大きさと形
最大で殻長23mmほどになるが、通常は殻長15mm前後。概ね円形の輪郭をもち、殻頂は巻き込むように強く前傾する。
彫刻
殻表にはマガジンラック状にせり上がる幅広い板状の輪肋があり、成貝では12本前後を数える。輪肋、肋間ともに成長線のみで放射状の彫刻などはない。前背縁は小月面を形成し、後背縁は楯面を形成する。これらの部分には輪肋はない。小月面は明瞭な浅い溝で区画され、左右の殻を合わせた状態で縦長のハート形のようになるが、右殻側の面積が広く左殻側は狭い。楯面は鈍い稜角で区画され、左右合わせて木の葉形になるが、小月面とは逆に右殻側の楯面は幅狭く、左殻側の楯面が右殻側の2倍ほど幅広い。
殻色
地色はくすんだ白色で、各輪肋の表裏の3ヶ所の決まった位置に紅褐色の斑紋がある。この斑紋が縦に並んで3本の放射状の色帯があるようにも見えるが、肋間は無斑であるため実際には完全な放射彩ではない。後端が淡い背褐色を帯びることがある。殻頂は一般に紅色に染まる。
内面
- 右殻の主歯は3個あり、前主歯は幅狭く、中主歯と後主歯は厚く頑丈で、後主歯の表面は浅い溝で2分される。
- 左殻の主歯も3個有り、前主歯と後主歯は幅狭く、中主歯は三角形で厚く頑丈である。
- 前後とも側歯はなく、右殻の後背縁直下に沿う細い溝に左殻の後背縁自体が嵌り込む。
- 前後の閉殻筋痕はほぼ同大、套線は殻縁からやや内方に離れ、套線湾入は小さい三角状で深くない。
- 殻の内縁は非常に細かく刻まれる。この刻みは前背縁（＝小月面の内縁）から腹縁全体を経て後背縁の下部まで連続する。

軟体
斧足、鰓、水管とも発達する。軟体はほとんど無彩色だが、水管先端はやや褐色がかる。外套膜内縁には短い触手が多数並ぶ。水管は比較的短く、入水管と出水管は大部分が癒合し、先端のみ分れる。外鰓は内鰓の1/3ほどの大きさで、唇弁は小さい。

## 生態
水深5mから80m、あるいは10mから50mの細砂底に生息する。濾過摂食者。

## 化石
富山県や石川県の鮮新世(Pliocene)の地層や渥美半島の更新世(Pleistocene)の地層から化石が見つかっている。本種は温暖な海に棲む種であることから、地層が堆積した時代の海は比較的温暖であったと推定される。

## 分類
原記載
- 原記載時の学名： Venus foliacea Philippi, 1847
- 原記載文献： Philippi, 1847[9] . Abb. Beschr. Conch., 2: p.107-108, pl. XII.4 (Venus pl. 5), fig.1
- タイプ産地：「Mare Rubrum; Madagascar (Petit).」(紅海；マダガスカル)

ハナガイの学名
1847年にフィリッピによって記載された foliacea（分類される属の性により語尾が -umともなる）という学名は、他の学者らによって類似種と混同されたために、その後使用されないことも多かった。すなわち G.B. Sowerby I はじめ、多くの学者らが foliacea Philippi, 1847 と tiara Dillwyn, 1817  とを混同し、foliacea はしばしば tiara の異名として扱われた。このため日本でも20世紀中の文献の多くがハナガイの学名を tiara としている。しかしtiara の原記載において、その命名対象として示されている Born(1870)の Venus cancellata  や、Chemnitz（1782）の "Concha veneris orientalis" などの図は、輪肋が後方で変形し、それが並ぶことで後背縁に並行する畝状部を作ることや、大型になることなどから一見してハナガイとは異なり、世界の二枚貝を図示概説した Huber(2010)は、tiara Dillwyn, 1817は Venus calophylla Philippi, 1836 とともにオドリハナガイ Placamen lamellatum (Röding, 1798) の異名と見なされるべきもので、P. foliaceum (Philippi, 1847) がハナガイの有効な学名であるとした。
ハナガイ属の分類上の位置
ハナガイ属 Placamen は、20世紀中は一般にカノコアサリ亜科 Chioninae に分類されることが多かったが、マルスダレガイ科の分子系統を論じた Mikkelsen ら(2006)は、従来から一部の研究者が主張していたカノコアサリ亜科をマルスダレガイ亜科 Venerinae の異名とする考えを支持した。しかし従来カノコアサリ亜科に分類されていたハナガイ属（用いられたのは "P. calophylla"＝P. lamellatum オドリハナガイ）に関しては、従来のカノコアサリ亜科を包含するマルスダレイガ亜科には入らず、このマルスダレガイ亜科とアサリ亜科 Tapetinae とを併せたクレードにさえ入らず、カガミガイ亜科 Dosiniinae の姉妹群となる結果を示した。しかしこのはぐれたハナガイ属がどの亜科に分類されるべきかは言及されなかった。
これに対し、中国沿岸のマルスダレガイ科を中心に分子系統解析を行った Chenら(2011)は、Mikkelsen ら(2006)が無効としたカノコアサリ亜科をやはり有効であるとして復活させ、同時にハナガイ属も他のカノコアサリ亜科の複数属からなるクレードの姉妹群としてカノコアサリ亜科に含まれるとした。またアメリカ大陸東岸に生息するLirophora 属（セキトリハナガイなどが置かれる）とは比較的早い時代に分岐したことを示唆した。なお Chenらが用いたハナガイ属の種は、"P. calophylla"（オドリハナガイ）、P. berrii（和名不詳）、P. flindersi（フリンダースハナガイ）、P. isabellina（オオハナガイ）の4種で、ハナガイは含まれていない。
WoRMS（MolluscaBase）（2022-01-09更新）はカノコアサリア亜科をマルスダレガイ亜科の異名として無効名とし、ハナガイ属 Placamen はマルスダレガイ亜科に分類している。
類似種
日本国内ではホンビノスガイの幼貝が同心円状の肋をもつことなどで一見似ている。しかし前背縁、すなわち小月面の形が大きく異なり、ハナガイの小月面は内方にえぐれるように凹むが、ホンビノスガイの小月面は外方に弱く膨らむか、膨らみが弱い場合でもせいぜい直線的で、明らかに内凹するハナガイと区別される。これは殻の内面から前背縁を見ればより明瞭に観察される。また、ホンビノスガイの殻頂は白色で、ハナガイのように殻頂が帯紅色に染まることはなく、斑紋がある場合でもハナガイのような紅色は帯びない。

## 人との関係
江戸時代後期の貝類図譜である武蔵石壽の『目八譜』(もくはちふ)第三巻の三十二番に「花介（はながい）」の名で図示され、「愛玩ス可キモノ也」と紹介されている。